# Христо Ботев
Христо Ботев (буг. Христо Ботев; Калофер, 6. јануар 1848 — Вола, 1. јун 1876) је био бугарски песник, револуционар и публицист. Родио се у Калоферу у породици учитеља и књижевника Ботја Петкова.

## Биографија
Од 1854. до 1858. године Христо Ботев се школовао у Карлову, где је његов отац Боћа Петков предавао. Године 1863. уз подршку познатог бугарског књижевника Најдена Герова је отишао у Русију где се уписао у Другу Одеску гимназију. Тамо се упознао с руском књижевношћу и руским писцима и револуционарима Александар Херцен, Николај Чернишевски и Николај Доброљубов. У том периоду је Ботев почео писати поезију а прва његова објављена пјесма је Својој мајци (на бугарском: Майце си) коју је 1867. године П. Р. Славејков штампао у свом листу.
Искључен из гимназије, враћа се у Бугарску, где кратко време ради као учитељ. Године 1867. Христо Ботев је емигрирао у Ђурђево у Румунији, где долази у додир са бугарско емиграцијом. Касније је живео у Букурешту, Браили, Галацу и радио као учитељ у Александрији и Измаилу.
Дана 10. јуна 1871. године Ботев почиње издавати свој први лист Реч бугарских емиграната. У априлу исте године је ухапшен због револуционарне делатности, али је потом ослобођен захваљујући подршци Васила Левског и Љубена Каравелова код кога је ускоро почео радити као штампар. 1873. је објавио први број свог сатиричног листа Будилник, а крајем 1874. почиње штампати и новине Застава (на бугарском: Знаме).
После устанка у Босни и Херцеговини 1875. године под руководством Ботева је Бугарски револуционарни централни комитет почео припремати устанак и у Бугарској. Због ранијег избијања устанак није успео, али је мајем 1876. избио Априлски устанак и тада са четом устаника Ботев прелази Дунав код Козлодуја. У тешком боју 1. јуна 1876. Ботев је погинуо близу Врачанског Балкана.
По њему се зове Народно позориште „Христо Ботев” Димитровград.

## Дела
- Песме и стихови од Ботева и Стамболова. Букурешт (1875)
- Сабрана дела у три тома (приредио М. Димитров) (1940)